# Jojo Rabbit
Jojo Rabbit es una película estadounidense de comedia negra y comedia dramática de 2019, escrita y dirigida por Taika Waititi y basada en el libro Caging Skies, de Christine Leunens.
Roman Griffin Davis interpreta al personaje protagonista, Johannes "Jojo" Betzler, un niño alemán de diez años miembro de las Juventudes Hitlerianas, que descubre que su madre (Scarlett Johansson) está escondiendo a una joven judía (Thomasin McKenzie) en su casa. Esto le hará cuestionar sus creencias acompañado de su amigo imaginario, una versión caricaturesca de Adolf Hitler (Taika Waititi). Entre el reparto también se encuentran Sam Rockwell, Stephen Merchant, Alfie Allen, Rebel Wilson y Archie Yates.
La película tuvo su estreno mundial en el 44.° Festival Internacional de Cine de Toronto el 8 de septiembre de 2019, donde ganó el galardón principal, el People's Choice Award. Jojo Rabbit se estrenó en cines en Estados Unidos el 18 de octubre de 2019 y en Nueva Zelanda el 24 de octubre. En general recibió valoraciones positivas, especialmente por las actuaciones, el estilo visual, el humor, la sensibilidad, el mensaje optimista, la banda sonora y los valores de producción, pero también algunas críticas por su interpretación cómica de los nazis.
Jojo Rabbit fue elegida por la National Board of Review y el American Film Institute como una de las diez mejores películas del año. En la 92a. edición de los Oscar, la película recibió 6 nominaciones, incluyendo mejor película y mejor actriz de reparto para Johansson, ganando finalmente el premio al mejor guion adaptado. En la 77.ª entrega de los Globos de Oro fue nominada a Mejor película - Musical o comedia y al Mejor actor - Musical o comedia para Davis.

## Argumento
Durante el colapso de la Alemania nazi en la ciudad ficticia de Falkenheim, Johannes "Jojo" Betzler, de diez años, se une al Deutsches Jungvolk, la sección de las Juventudes Hitlerianas. El niño está fuertemente adoctrinado en los ideales nazis encarnados en su amigo imaginario Adolf, una versión bufonesca de Hitler. 
En un campo de entrenamiento dirigido por el capitán Klenzendorf, recibe el apodo de Jojo Rabbit después de negarse a matar a un conejo. Animado por Adolf, regresa para demostrar su valía lanzando una Stielhandgranate sin supervisión. La granada explota a sus pies, provocándole una cojera. Su madre, Rosie, le insiste al ahora degradado Klenzendorf en que Jojo todavía esté incluido en las Juventudes, donde se le asignan tareas sencillas como repartir folletos de propaganda o recolectar chatarra para el esfuerzo bélico.
Un día, solo en casa, Jojo descubre a una adolescente escondida detrás de las paredes del dormitorio de su difunta hermana Inge. La chica es Elsa Korr, una adolescente judía y excompañera de clase de Inge. Jojo se muestra aterrorizado ante Elsa y reacciona de forma agresiva. Los dos personajes se encuentran en una encrucijada, ya que la revelación de que Rosie está escondiendo a Elsa desembocaría en la ejecución de los tres. Sin embargo, Jojo continúa interactuando con ella con el fin de descubrir sus "secretos judíos" y poder sacar a la luz en un libro las "rarezas" de su raza. En sus conversaciones a menudo se identifica con Elsa e incluso se disculpa con ella cuando la ofende. Por su parte, Elsa unas veces se entristece y otras se divierte con las creencias de Jojo. La niña ridiculiza bulos antisemitas para demostrarle la manipulación y las mentiras de la ideología en la que fue criado. Jojo se enamora lentamente de su amiga, por lo que comienza a falsificar cartas de amor de su prometido, Nathan. A medida que intiman, Jojo empieza a cuestionar sus creencias ante el creciente enfado de su amigo imaginario Adolf.
Después de que su madre expresase indirectamente su oposición al nazismo, Jojo la descubre pintando un mensaje antinazi en la ciudad. Si bien Rosie no ha estado en casa durante algún tiempo, la Gestapo se detiene para investigar en casa de Jojo con Klenzendorf a cuestas. Elsa se hace pasar por Inge y, aunque Klenzendorf conoce su verdadera identidad, la oculta a la Gestapo. Elsa está convencida de que la Gestapo está al tanto del engaño. Más tarde, Jojo encuentra a Rosie ahorcada en la plaza pública. Devastado, regresa a casa e intenta apuñalar a Elsa, pero rompe a llorar sintiéndose culpable. Elsa más tarde revela que el padre desaparecido de Jojo también se rebeló contra Hitler en Italia, al contrario de lo que le habían contado. Desde ese momento sus creencias sobre el nazismo cambian radicalmente y comienza a reconocer la crueldad del régimen.
Tras el suicidio de Hitler, los aliados se acercan rápidamente. Débil en el poder y con el apoyo único de Japón, la población civil, incluido el Jungvolk, está armada para defender la ciudad. Abatido, Jojo se esconde hasta que termina la batalla y los aliados ocupan la ciudad. Al reconocer su chaqueta de Jungvolk, los soldados soviéticos lo apresan junto con Klenzendorf herido. Después de una breve conversación, Klenzendorf le dice a Jojo que cuide de su "hermana", luego le quita el abrigo Jungvolk y lo denuncia en voz alta como judío para asegurarse de que los soldados no lo ejecuten. Los soldados arrastran a Jojo mientras Klenzendorf es ejecutado por un pelotón de fusilamiento.
Temiendo que Elsa, la única persona que le queda, lo abandone, Jojo le dice que Alemania ganó la guerra. Reconociendo su desesperación, falsifica una carta de Nathan afirmando que él y Jojo han descubierto una manera de llevarla de contrabando a París. Elsa le confiesa por fin que Nathan murió de tuberculosis el año anterior. Jojo le dice que la ama y ella le dice que lo ama como a un hermano menor. Un Adolf despeinado se enfrenta al niño con enojo por ponerse del lado de Elsa, pero Jojo lo empuja por la ventana. Afuera, Elsa ve a los soldados estadounidenses y se da cuenta de que los aliados han ganado la guerra. Después de abofetear a su amigo por haberle mentido, bailan en la calle celebrando su libertad.

## Reparto
- Roman Griffin Davis como Johannes "Jojo" Betzler: un niño alemán que es miembro de las Juventudes Hitlerianas.
- Thomasin McKenzie como Elsa Korr: una niña judía a quien Rosie esconde en su casa.
- Taika Waititi como Adolf: el amigo imaginario de Jojo, una versión caricaturesca de Adolf Hitler.
- Scarlett Johansson como Rosie Betzler: la madre de Jojo, secretamente una activista antinazi.
- Sam Rockwell como capitán Klenzendorf: un oficial del ejército que dirige un campamento de las Juventudes Hitlerianas.
- Rebel Wilson como Fräulein Rahm: una ruda instructora en el campamento de las Juventudes Hitlerianas.
- Stephen Merchant como capitán Deertz: un agente de la Gestapo.
- Alfie Allen como el Unteroffizier Finkel: el segundo al mando del capitán Klenzendorf.
- Archie Yates como Yorki: el mejor amigo de Jojo, también miembro de las Juventudes Hitlerianas.

## Producción
En marzo de 2018, se reveló que Taika Waititi no solo dirigiría, sino que también protagonizaría Jojo Rabbit como una figura caricaturesca de Adolf Hitler. Hablando del contexto del papel, Waititi dijo: «Es la mejor versión del héroe de un chico solitario», refiriéndose a la desesperación de Jojo, el protagonista, por unirse a las filas de Hitler durante la Segunda Guerra Mundial. Más tarde, ese mismo mes, Scarlett Johansson se unió al elenco para interpretar a la madre del niño, que es una antinazi en la clandestinidad. En abril de 2018, se sumaría Sam Rockwell para interpretar a un capitán nazi que dirige un campamento juvenil de las Juventudes Hitlerianas. En mayo de 2018, Rebel Wilson se incorporó al reparto con el papel de una ruda instructora en el campamento de las Juventudes Hitlerianas en el que reclutan a Jojo. La filmación estuvo programada para comenzar en Praga poco después. Más tarde, ese mismo mes, el debutante Roman Griffin Davis se unió al elenco para interpretar el papel protagonista, mientras que Thomasin McKenzie fue elegida como la niña judía que el personaje de Johansson esconde en su casa. En junio de 2018, Alfie Allen fue elegido como Finkel, el segundo al mando del capitán Klenzendorf, mientras que Stephen Merchant fue seleccionado para el papel del capitán Deertz, un agente de la Gestapo.
El rodaje comenzó el 28 de mayo de 2018. Las últimas regrabaciones se completaron en febrero de 2019.

## Estreno
Jojo Rabbit tuvo su estreno mundial en el 44 ° Festival Internacional de Cine de Toronto el 8 de septiembre de 2019. Se proyectó en el Fantastic Fest en Austin el 19 de septiembre de 2019, y abrió el Festival Internacional de Cine de San Diego el 15 de octubre de 2019. También se proyectó en festivales de cine en Chicago, Filadelfia, Hawái, Nueva Orleans, Chapel Hill, Carolina del Norte, Middleburg, Virginia, y en el Festival de Cine Judío del Reino Unido. La película fue estrenada en cines en Nueva Zelanda y Estados Unidos el 18 de octubre de 2019, comenzando en varias ciudades antes de expandirse en las siguientes semanas, y en todo el país, en 798 cines en Estados Unidos, a partir del 8 de noviembre de 2019.
La película fue lanzada en descarga digital el 4 de febrero de 2020, y en DVD y Blu-ray en Estados Unidos, por 20th Century Fox Home Entertainment, el 18 de febrero. En territorios internacionales, la película será lanzada en DVD y Blu-ray por Walt Disney Studios Home Entertainment.

## Recepción

### Taquilla
A partir del 12 de febrero de 2020, Jojo Rabbit recaudó $30.7 millones de dólares en Estados Unidos y Canadá, y 44.3 millones en otros territorios, con un total mundial de 75 millones.

### Crítica
En el agregador de reseñas Rotten Tomatoes, la película tiene una calificación de aprobación del 80% basada en 363 reseñas, con una calificación promedio de 7.51/10. El consenso de los críticos del sitio web dice: «La combinación de humor irreverente e ideas serias de Jojo Rabbit definitivamente no será del gusto de todos, pero de cualquier manera, esta sátira contra el odio es audaz». Metacritic, que utiliza una ponderación promedio, asignó a la película una puntuación de 58 de 100, basada en 57 críticas, indicando «críticas mixtas o promedio». El público encuestado por CinemaScore le dio a la película una calificación promedio de A en una escala de A + a F, mientras que aquellos en PostTrak le dieron un puntaje positivo general del 96%, con un 87% diciendo que definitivamente la recomendarían.
Brian Truitt, que escribe para USA Today, le dio a la película cuatro de cuatro estrellas, calificándola de «brillante sátira burlona nazi», elogiando las actuaciones y escribiendo: «Por mucho que te haga reír, el esfuerzo de Waititi es el cálido abrazo de una película que tiene muchas cosas importantes que decir». En una crítica positiva, Steve Pond de TheWrap escribió que «A medida que las circunstancias van reduciendo lentamente la visión del mundo impulsada por el odio de Jojo, la comedia negra encuentra espacio para algunos momentos realmente conmovedores».
Richard Roeper, del Chicago Sun-Times, otorgó a la película 3.5 de cuatro estrellas, elogiándola como «incómodamente divertida, sin disculpas, alegremente indignante» y concluye que el escritor y director Waititi «ofrece un cuento de hadas fracturado y oportuno contra el odio». En otra crítica positiva, Stephanie Zacharek, de la revista Time, escribe: ««Es la capacidad de Waititi para equilibrar momentos inexplicablemente ridículos con un reconocimiento de los horrores de la vida real lo que hace que la película sea excepcional». Adam Graham de Detroit News le dio la calificación A- llamándolo una «sátira encantadora y caprichosa sobre lo absurdo de la guerra visto a través de los ojos de un niño», así como «una película inteligente, accesible e inclusiva que abre puertas en un momento en que muchos las cierran de golpe».
Owen Gleiberman, de Variety, dijo que la película «crea la ilusión de peligro al ir a lo seguro» y añadió que «carece del coraje de su propia convencionalidad. Es una película para sentirse bien, de acuerdo, pero una que usa el falso peligro de una comedia negra suavizada para dejarnos sintiéndonos bien por el hecho de que estamos por encima de una película para sentirse bien». Eric Kohn de IndieWire le dio a la película una calificación de C, alegando que «Waititi puede ser uno de los pocos directores de trabajo capaces de inyectar escenarios extravagantes con profundidad real, pero en este caso, reduce las circunstancias subyacentes, el tema del Holocausto, a un elemento superficial».
A. O. Scott, de The New York Times, escribió que «Los detalles del mal pueden parecer curiosamente abstractos, y la representación de la bondad puede parecer un poco falsa y forzada» y que «el judaísmo de Elsa no tiene contenido real. Ella existe principalmente como una enseñanza momento para Johannes». Keith Uhlich de Slant Magazine le dio a la película cero estrellas, criticando la premisa de la película, la falta de precisión histórica y realismo, así como el uso de barbas antisemitas y estereotipos, y escribió que la actuación de Waititi como Hitler «apunta a El gran dictador pero apenas alcanza a Ace Ventura». Hannah Woodhead de Little White Lies criticó la película por su inclusión de simpáticos personajes alemanes como Rosie y el capitán Klezendorf, escribiendo que «se siente extrañamente imparcial, deseoso de notar que en realidad, también hubo algunos nazis agradables. Eso no es realmente algo que debamos escuchar en 2019, con el nacionalismo blanco de nuevo en boga y en marcha en gran parte de la civilización occidental».

## Premios y nominaciones
| Premios | Premios                                                  | Premios                            | Premios | Premios   |
| Año     | Premio                                                   | Categoría                          | Nominado(s) | Resultado |
| ------- | -------------------------------------------------------- | ---------------------------------- | --- | --------- |
| 2019    | Premios Satellite (24.ª edición)                         | Mejor actor - Musical o Comedia    | Taika Waititi | Nominado  |
| 2019    | Premios Satellite (24.ª edición)                         | Mejor guion adaptado               | Taika Waititi | Nominado  |
| 2019    | Festival Internacional de Cine de Toronto (44.ª edición) | Premio del Público                 | Premio del Público | Ganadora  |
| 2020    | Premios AACTA (9.ª edición)                              | Mejor guion internacional          | Taika Waititi | Ganador   |
| 2020    | Premios Óscar (92.ª edición)                             | Mejor película                     | Carthew Neal, Taika Waititi y Chelsea Winstanley                                                                                      | Nominados |
| 2020    | Premios Óscar (92.ª edición)                             | Mejor actriz de reparto            | Scarlett Johansson | Nominada  |
| 2020    | Premios Óscar (92.ª edición)                             | Mejor guion adaptado               | Taika Waititi | Ganador   |
| 2020    | Premios Óscar (92.ª edición)                             | Mejor diseño de producción         | Ra Vincent Nora Sopková | Nominados |
| 2020    | Premios Óscar (92.ª edición)                             | Mejor diseño de vestuario          | Mayes C. Rubeo | Nominada  |
| 2020    | Premios Óscar (92.ª edición)                             | Mejor montaje                      | Tom Eagles | Nominado  |
| 2020    | Premios Globo de Oro (77.ª edición)                      | Mejor película - Comedia o musical | Mejor película - Comedia o musical | Nominada  |
| 2020    | Premios Globo de Oro (77.ª edición)                      | Mejor actor - Comedia o musical    | Roman Griffin Davis | Nominado  |
| 2020    | Premios BAFTA (73.ª edición)                             | Mejor actriz de reparto            | Scarlett Johansson | Nominada  |
| 2020    | Premios BAFTA (73.ª edición)                             | Mejor guion adaptado               | Taika Waititi | Ganador   |
| 2020    | Premios BAFTA (73.ª edición)                             | Mejor diseño de producción         | Ra Vincent y Nora Sopková | Nominados |
| 2020    | Premios BAFTA (73.ª edición)                             | Mejor diseño de vestuario          | Mayes C. Rubeo | Nominada  |
| 2020    | Premios BAFTA (73.ª edición)                             | Mejor música original              | Michael Giacchino | Nominado  |
| 2020    | Premios BAFTA (73.ª edición)                             | Mejor montaje                      | Tom Eagles | Nominado  |
| 2020    | Premios de la Crítica Cinematográfica (25.ª edición)     | Mejor película                     | Mejor película | Nominada  |
| 2020    | Premios de la Crítica Cinematográfica (25.ª edición)     | Mejor actriz de reparto            | Scarlett Johansson | Nominada  |
| 2020    | Premios de la Crítica Cinematográfica (25.ª edición)     | Mejor intérprete joven             | Roman Griffin Davis | Ganador   |
| 2020    | Premios de la Crítica Cinematográfica (25.ª edición)     | Mejor intérprete joven             | Thomasin McKenzie | Nominada  |
| 2020    | Premios de la Crítica Cinematográfica (25.ª edición)     | Mejor intérprete joven             | Archie Yates | Nominado  |
| 2020    | Premios de la Crítica Cinematográfica (25.ª edición)     | Mejor guion adaptado               | Taika Waititi | Nominado  |
| 2020    | Premios de la Crítica Cinematográfica (25.ª edición)     | Mejor comedia                      | Mejor comedia | Nominada  |
| 2020    | Premios del Sindicato de Actores (26.ª edición)          | Mejor actriz de reparto            | Scarlett Johansson | Nominada  |
| 2020    | Premios del Sindicato de Actores (26.ª edición)          | Mejor reparto                      | Alfie Allen, Roman Griffin Davis, Scarlett Johansson, Thomasin McKenzie, Stephen Merchant, Sam Rockwell, Taika Waititi y Rebel Wilson | Nominados |
| 2020    | Premios Eddie (70.ª edición)                             | Mejor montaje - Comedia o musical  | Tom Eagles | Ganador   |
| 2020    | Premios del Sindicato de Directores (72.ª edición)       | Mejor dirección                    | Taika Waititi | Nominado  |
| 2020    | Premio Humanitas (45.ª edición)                          | Mejor película - Comedia o musical | Mejor película - Comedia o musical | Ganadora  |
| 2020    | Premios WGA (72.ª edición)                               | Mejor guion adaptado               | Taika Waititi | Ganador   |